# Lampropelma nigerrimum
Espèce
Lampropelma nigerrimum est une espèce d'araignées mygalomorphes de la famille des Theraphosidae.

## Distribution
Cette espèce est endémique de Sangir à Sulawesi en Indonésie,.

## Description
La carapace de la femelle holotype mesure 21 mm de long sur 17,6 mm et l'abdomen 25 mm de long sur 19 mm.

## Publication originale
- Simon, 1892 : Histoire naturelle des araignées. Paris, vol. 1, p. 1-256 (texte intégral).